# Tanto amor
Tanto amor es una telenovela mexicana producida por Rita Fusaro y escrita por Ligia Lezama en 2015, es la tercera versión de Pasiones para TV Azteca.
Protagonizada por Melissa Barrera y Leonardo García; con las participaciones antagónicas de Arap Bethke, Rossana Nájera, Ofelia Medina, Aura Cristina Geithner, Matías Novoa y Ramiro Huerta; y con las actuaciones estelares de Andrea Noli, María José Magán, Miri Higareda, Juan Vidal y Hugo Catalán. Cuenta además con las actuaciones especiales de Omar Fierro y Sergio Klainer.

## Reparto
- Melissa Barrera - Mía González Martínez Vda. de Roldán / Mía Lombardo Martínez
- Leonardo García - Alberto Lombardo Iturbide
- Arap Bethke - Bruno Lombardo Iturbide
- Rossana Najera - Oriana Roldán Hernández
- Andrea Noli - Carolina Méndez García
- Aura Cristina Geithner - Altagracia Hernández Vda. de Roldán
- Matías Novoa - David Roldán Hernández
- Ofelia Medina - Silvia Iturbide Vda. de Lombardo
- Omar Fierro - Jesús Roldán
- Sergio Klainer - Óscar Lombardo Jiménez
- María José Magán - Teresa Lombardo Iturbide de Martínez
- Jorge Luis Vázquez - Antonio "Tony" García / Edson Figueroa
- Adianez Hernández - Noelia González Martínez
- Miri Higareda - María "Mary" González Martínez
- Ramiro Huerta - Miguel Santana
- Juan Vidal - Rafael Lombardo
- Ana Karina Guevara - Francisca Martínez Vda. de González
- Hugo Catalán - Eloy Martínez
- Germán Valdés - René Lombardo Méndez
- Eva Prado - Yolanda Pérez
- Valeria Galviz - Amaranta Torres
- Andrea Carreiro - Brisa Lombardo
- Manuel Foyo - Alfredo Godínez
- Alexis Meana - Santiago Lombardo
- Christian Wolf - Jaime Servin
- Giovanna Zacarías - Luz María Méndez "La Méndez"
- Claudia Marín - Licha
- Tamara Guzmán - "La Oso"
- Ana Laura Espionza - Fina
- Catalina Salinas - Aurora "La Caníbal"
- Elvira Trejo - Inocencia
- Martín Navarrete - Senador Castillo
- Thalía Gómez - Patricia "Paty" Gutiérrez
- Tamara Fascovich - Sofía
- Roberta Burns - Camila / Bombón
- Sergio Basáñez - Rodaciano
- Adrián Rubio - Agente de la Policía
- Héctor Parra - Legario
- Marco de la O - Raúl Aguayo
- Valeria Lorduguin - Jazmín
- Alan Castillo - Gustavo "Tavo"
- Octavio Trejo - Octavio / Chofer

## Versiones
- Tanto amor es versión de la telenovela argentina Pasiones, producida para Canal 9 en 1988 y protagonizada por Grecia Colmenares y Raúl Taibo, de la cual TV Azteca ya ha realizado dos versiones anteriores:
- Con toda el alma producida por TV Azteca en 1995 y protagonizada por Gabriela Roel y Andrés García.
- En 2002 TV Azteca Por ti, producida por Fides Velasco y Rafael Gutiérrez, protagonizada por Ana de la Reguera y Leonardo García.